# Chromodienst de Beukelaar
Chromodienst de Beukelaar was in het midden van de 20e eeuw een uitgever van plaatjesalbums.

## Achtergrond

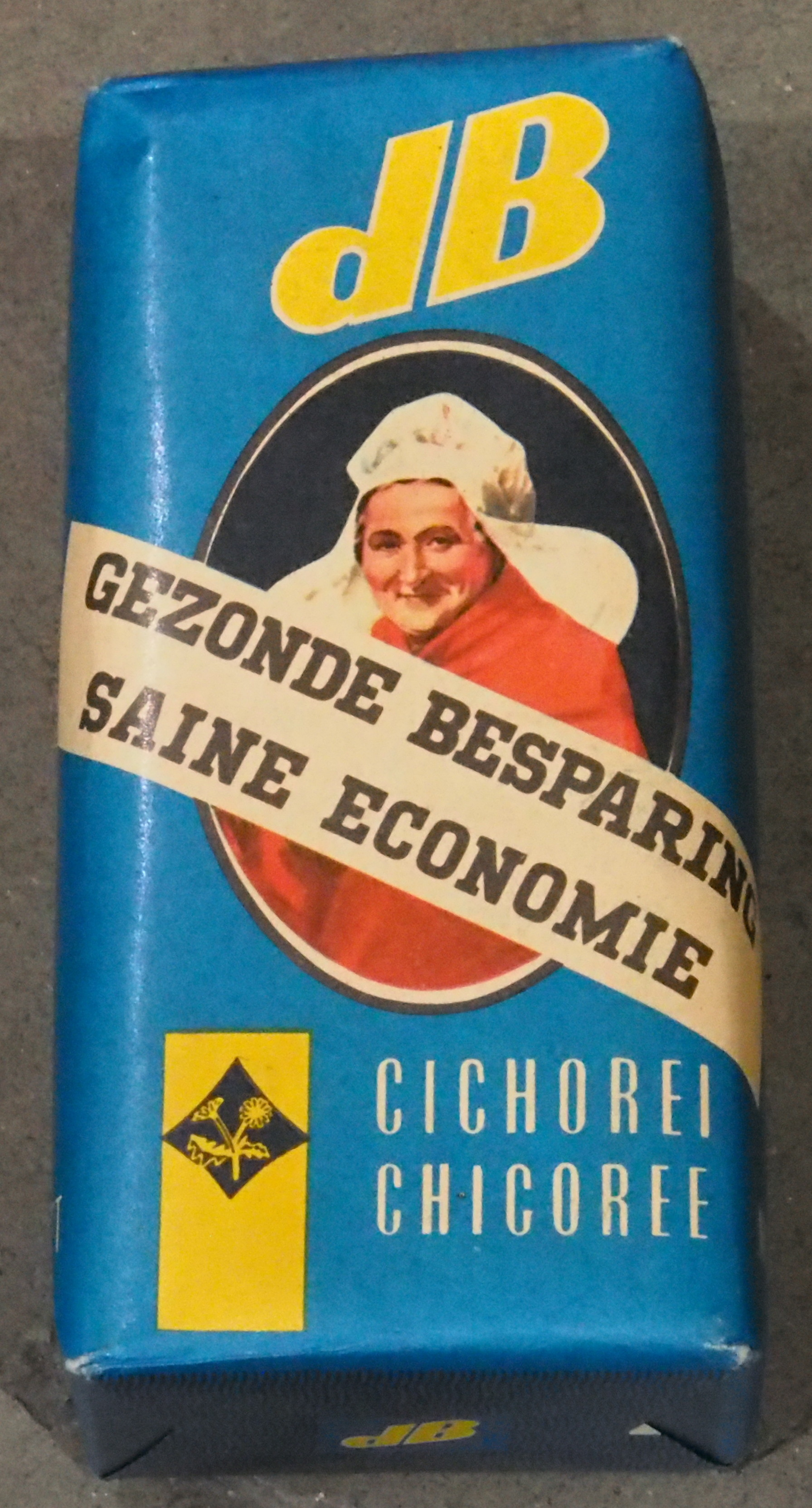
Cichoreiblikje met afbeelding Martina de Beukelaar-Musters

De Noord-Brabantsche Stoom-Peekoffiefabriek 'Gebroeders De Beukelaar' werd in 1887 door vijf broers opgericht in het Nederlandse Ossendrecht. De Antwerpse vestiging van de cichoreifabriek nam in 1903 haar intrek in een voormalige sodafabriek van omstreeks 1895-1900 op de Noorderdijk van de Kempische Vaart. Alom bekend is het portret van hun moeder, de weduwe Martina de Beukelaar-Musters, dat de verpakkingen en publiciteit van cichorei de Beukelaar sierde. 
In 1903 nam de Antwerpse vestiging haar intrek aan de Kempische Vaart, die omstreeks 1935 werd gedempt om plaats te maken voor de IJzerlaan. Vanaf midden jaren 1920 groeide Gebroeders de Beukelaar uit tot de grootste cichoreiproducent van België. In 1981 fusioneerde het bedrijf met grote concurrent Pacha.
De serie De grote Azen der Wielersport en de serie met gekende voetballers werden gevormd uit reeksen van acht plaatjes in kleur. 
Het bedrijf gaf onder de naam 'Chromodienst de Beukelaar' in de jaren 1950 in samenwerking met cichorei F.C. Jacobs verzamelplaatjes uit via verzamelpunten op hun producten waar één of twee punten op zaten onder de titels in zwart-wit Ken uw Land en Ken uw Volk. 
Daarnaast was ook een soort ganzenbord beschikbaar onder titel 'Ronde van België'. Het spel begint aan hun fabriek, doet bekende locaties in het land aan en eindigt bij moeder Martina. Dit spel entameerde voor geld te spelen. Zo moet je niet alleen een beurt overslaan als je in de gevangenis van Leuven terechtkomt, maar ook echt betalen. De winnaar gaat met de volledige pot naar huis. Of preciezer: naar de dichtstbijzijnde kruidenier om een pakje cichorei te kopen en zo een nieuwe chromo aan het verzamelalbum toe te voegen.

## Uitgaves

### De grote Azen der Wielersport
De grote Azen der Wielersport serie werd uitgebracht in de periode 1950 - 1953 in ten minste negen reeksen van acht plaatjes elk. Voor deze verzamelplaatjes konden speciale albums worden besteld waar plaatjes geplakt kon worden op een pagina, elk gewijd aan de sportman, waarvoor sport journalisten een bijdrage leverden.

### Ken uw Land
De Ken uw Land serie bestond in eerste instantie uit 104 reeksen met elk vijf foto's van een plaats in België. Een reeks van vijf verzamelplaatjes kon naar keuze met tien punten worden besteld. Vanwege de enorme populariteit werd deze serie later verder uitgebreid tot 168 reeksen met vijf plaatjes elk. Speciale albums konden worden besteld om de plaatjes in te plakken bij een tekstblokje dat de locaties vermeldde.

### Ken uw Volk
De Ken uw Volk bestond in eerste instantie uit 32 reeksen met elk vijf plaatjes met een zwart-wit afbeelding van een bekende persoon in Vlaanderen. Een reeks van vijf verzamelplaatjes kon naar keuze met tien punten worden besteld. Speciale albums konden worden besteld waarin de plaatjes van een serie op een pagina gestoken konden worden zodat de tekst op de achterkant nog steeds leesbaar was. Voor de initiële serie was het album in staand formaat. De serie werd later uitgebreid tot 96 reeksen waarvoor albums in liggend formaat verkrijgbaar waren.
Op de achterkant stond dan een korte samenvatting en enkele feiten omtrent de persoon. 
Bijvoorbeeld het plaatje met zwart-wit afbeelding van Roger Avermaete, reeks 32-5, vermeldde de volgende details op verso: 
Vlaamse letterkundige. Geb Antwerpen. 27-10-1893.
Leider van Luminière Groep met Joris Minne, Henri Van Straten, Frank van de Wijngaart, Bob Claessens, e.a.
Directeur van de Vakschool voor Kunstambachten.
Publiceerde romans, novellen, essays en studiën, o.a.

### Andere titels
- Moderne Kunststrekkingen
- Herinneringen uit het kunstleven
- James Ensor
- Ernest Wijnants
- Permeke
- Albert van Dijck
- Luc Peire
- Henri Pruvez
- Jan-Pieter van Bauscheidt